# Weorgoran
Weorgoran (oldengelsk: "folket ved den bugtende flod") var en stamme i angelsaksisk England, der gik forud for det lille kongerige Hwicce. Weorgoran boede omkring Worcester (Weorgoran ceaster). De var sandsynligvis  vestsaksere og boede i området i noget tid efter briterne var blevet besejret under slaget ved Dyrham i 577. Bosættelsen blev gjort til bispesæde i 680.